# 卡德韋爾 (蒙大拿州)
卡德韋爾（英語：Cardwell）是位於美國蒙大拿州傑佛遜縣的普查規定居民點。

## 歷史
卡德韋爾的郵局自1909年營運至今。

## 人口
根據2020年美國人口普查的數據，卡德韋爾的面積為5.58平方千米，當中陸地面積為5.56平方千米，而水域面積為0.02平方千米。當地共有人口62人，而人口密度為每平方千米11.11人。